# Большой Аёв
Большой Аёв (сиб. 
Ай) — река в России, протекает по Омской области (Большеуковский и Знаменский районы). Устье реки находится в 21 км по левому берегу реки Оши. Длина реки — 266 км. Площадь водосборного бассейна — 6210 км².
На реке находятся населённые пункты Форпост, Чебаклы, Завьялово.

## Этимология
Название реки происходит от татарского «ай» — луна, месяц.

## Гидрология
| Средний расход воды (м³/с) реки Большой Аёв по месяцам с 1958 по 1999 гг. (замеры производились на гидрологическом посту Чебаклу) |

## Бассейн
- 7 км: Большой Нягов
  - 5 км: Малый Нягов
- 54 км: Авяк
- 175 км: Ук
  - 8 км: Большой Ук
  - 8 км: Малый Ук
- 191 км: Малый Аёв
- 220 км: Чебурлинка

## Данные водного реестра
По данным государственного водного реестра России относится к Иртышскому бассейновому округу, водохозяйственный участок реки — Оша, речной подбассейн реки — бассейны притоков Иртыша до впадения Ишима. Речной бассейн реки — Иртыш.